# Morten Solem
Morten Solem (* 5. August 1980 in Trondheim) ist ein ehemaliger norwegischer Skispringer und heutiger Skisprungtrainer. Er startete zu seiner aktiven Zeit für den norwegischen Skiclub Trondhjems skiklubb Trønderhopp und wurde im Jahr 2001 norwegischer Meister im Skispringen.

## Werdegang
Nachdem er am 12. September 1999 beim Teamspringen in Hakuba, welches im Rahmen des Skisprung-Grand-Prix 2000 ausgetragen wurde, eingesetzt wurde und mit der norwegischen Mannschaft den neunten Platz belegte, debütierte er am 24. November 2000 im Skisprung-Weltcup. Beim Weltcup in Kuopio beendete er den Wettbewerb auf dem 16. Platz. Im Rahmen der Vierschanzentournee belegte er beim Springen in Oberstdorf am 29. Dezember 2000 erneut den 16. Platz. Sein bestes Ergebnis in der Saison 2000/01 belegte er am 9. März 2001 in seinen Heimatort. Beim Springen vom Granåsen belegte er den zwölften Platz. Am Ende der Saison belegte er in der Gesamtwertung mit insgesamt 73 Punkten den 45. Platz.
Beim Skisprung-Grand-Prix 2001 konnte er nicht an die Leistungen aus der Wintersaison anknüpfen und sammelte nur beim Springen in Stams mit den 29. Platz Weltcup-Punkte. Am Ende vom Grand Prix belegte er in der Gesamtwertung den 62. Platz. Zu Saisonbeginn startete er im Continental Cup und konnte am 28. Dezember 2001 den Continental Cup in Engelberg vor Stefan Thurnbichler aus Österreich und den Japaner Teppei Takano gewinnen. Am 9. Februar 2002 belegte er beim Continental Cup in Gallio hinter Jörg Ritzerfeld und vor Frank Löffler den zweiten Platz. Am Ende der Saison belegte er im Continental Cup mit insgesamt 365 Punkten den 20. Platz. Im Gegensatz dazu sammelte er im Weltcup nur 10 Punkte und belegte am Saisonende im Gesamtweltcup den 67. Platz.
In der Saison 2002/03 wurde er fast ausschließlich im Continental Cup eingesetzt und gewann insgesamt vier Continental-Cup-Springen. Zudem stand er weitere drei Male auf dem Podium. Am Ende der Saison belegte er in der Gesamtwertung des Continental Cups den zweiten Platz hinter Stefan Thurnbichler. Die Saison 2003/04 war die erfolgreichste für ihn im Weltcup. Nachdem er am 10. Januar 2004 beim Weltcup in Liberec den 16. Platz belegte, erreichte er einen Tag später beim Springen von der Ještěd „A“ mit dem siebten Platz sein erstes Top-10-Resultat. Auf der Heini-Klopfer-Skiflugschanze in Oberstdorf stellte er am 6. Februar 2004 mit einer Weite von 185,5 Meter seinen weitesten Sprung auf. Am Ende der Saison belegte er im Gesamtweltcup mit dem 30. Platz sein bestes Ergebnis in der Karriere. Bei der Vierschanzentournee 2003/04 belegte er zudem auch sein bestes Ergebnis mit dem 30. Platz.
Am 21. September 2004 startete er beim Continental Cup in seiner Heimatstadt. Beim Sommerspringen vom Lysgårdsbakken siegte er vor dem Deutschen Ferdinand Bader und seinen Teamkollegen Daniel Forfang. In der Saison 2004/05 startete er beim Weltcup in Sapporo und konnte dort sowohl am 5. als auch am 6. Februar 2005 mit jeweils dem achten Platz ein Top-Ten-Ergebnis erreichen. In der Saison 2005/06 wurde er wieder vorwiegend im Continental Cup eingesetzt. Am 5. Februar 2006 konnte er erneut ein Continental-Cup gewinnen und er setzte sich in Villach vor Marcin Bachleda aus Polen und dem Österreicher Gerald Wambacher durch. Am Ende der Saison belegte er in der Gesamtwertung den zweiten Platz hinter seinen Team-Kollegen Anders Bardal.
Nach der Saison 2006/07 beendete Solem seine Karriere als aktiver Springer. Im Saisonverlauf gewann er im Continental Cup erneut ein Springen in Engelberg. Er setzte sich am 28. Dezember 2006 vor Mathias Hafele aus Österreich und Kamil Stoch aus Polen durch. Beim Continental Cup in seiner Heimat Trondheim belegte er am 3. März 2007 den dritten und am 4. März den zweiten Platz. Seinen letzten Wettbewerb im Weltcup absolvierte er am 13. März 2007 in Kuopio und musste sich mit dem 50. Platz begnügen. Die Saison 2006/07 beendete er im Continental Cup in der Gesamtwertung auf dem zweiten Platz hinter Balthasar Schneider. Seit Mai 2007 ist er Sprungtrainer für die Nordische Kombination in Trondheim.
Im Auftrag der FIS war er später als Materialkontrolleur tätig.

## Erfolge

### Continental-Cup-Siege im Einzel
| Nr. | Datum             | Ort         | Typ           |
| --- | ----------------- | ----------- | ------------- |
| 01. | 19. August 2000   | Rælingen    | Normalschanze |
| 02. | 13. März 2001     | Våler       | Normalschanze |
| 03. | 18. März 2001     | Hede        | Normalschanze |
| 04. | 28. Dezember 2001 | Engelberg   | Großschanze   |
| 05. | 10. Januar 2003   | Sapporo     | Normalschanze |
| 06. | 2. Februar 2003   | Braunlage   | Normalschanze |
| 07. | 15. März 2003     | Stryn       | Normalschanze |
| 08. | 16. März 2003     | Stryn       | Normalschanze |
| 09. | 21. August 2004   | Lillehammer | Normalschanze |
| 10. | 5. Februar 2006   | Villach     | Normalschanze |
| 11. | 28. Dezember 2006 | Engelberg   | Großschanze   |

### Medaillen
| Norwegische Meisterschaften | Norwegische Meisterschaften | Norwegische Meisterschaften    |
| --------------------------- | --------------------------- | ------------------------------ |
| Bronze                      | 2000 Rena                   | Bronze im Einzel Großschanze   |
| Gold                        | 2001 Steinkjer              | Gold im Einzel Normalschanze   |
| Silber                      | 2001 Steinkjer              | Silber im Einzel Großschanze   |
| Silber                      | 2002 Høydalsmo              | Silber im Einzel Normalschanze |

## Statistik

### Weltcup-Platzierungen
| Saison  | Platz | Punkte |
| ------- | ----- | ------ |
| 2000/01 | 45.   | 073    |
| 2001/02 | 67.   | 010    |
| 2003/04 | 30.   | 172    |
| 2004/05 | 41.   | 080    |
| 2005/06 | 52.   | 022    |
| 2006/07 | 42.   | 063    |

### Continental-Cup-Platzierungen
| Saison  | Sommer | Sommer | Winter | Winter | Gesamt | Gesamt |
| Saison  | Platz  | Punkte | Platz  | Punkte | Platz  | Punkte |
| ------- | ------ | ------ | ------ | ------ | ------ | ------ |
| 1998/99 | –      | –      | –      | –      | 79.    | 0158   |
| 1999/00 | –      | –      | –      | –      | 17.    | 0390   |
| 2000/01 | –      | –      | –      | –      | 13.    | 0437   |
| 2001/02 | –      | –      | –      | –      | 20.    | 0365   |
| 2002/03 | 37.    | 0061   | 02.    | 0958   | 03.    | 1019   |
| 2003/04 | –      | –      | 49.    | 0110   | 69.    | 0110   |
| 2004/05 | 13.    | 0150   | 42.    | 0156   | 35.    | 0306   |
| 2005/06 | 09.    | 0227   | 02.    | 0847   | 02.    | 1074   |
| 2006/07 | –      | –      | 02.    | 0700   |        | 0700   |